# Megaselia peruviana
Megaselia peruviana är en tvåvingeart som först beskrevs av Charles Thomas Brues 1905.  Megaselia peruviana ingår i släktet Megaselia och familjen puckelflugor.
Artens utbredningsområde är Peru. Inga underarter finns listade i Catalogue of Life.